# Maria Salamasina
Maria Salamasina (* 11. Januar 1989), vormals Maria Tamalelagi, ist eine samoanische Fußballschiedsrichterassistentin.
Seit 2013 steht sie auf der Liste der FIFA-Schiedsrichter und leitet internationale Fußballpartien, meistens als Assistentin von Anna-Marie Keighley.
Salamasina war unter anderem Schiedsrichterassistentin bei der U-20-Weltmeisterschaft 2016 in Papua-Neuguinea, beim Algarve-Cup 2017, bei der U-20-Weltmeisterschaft 2018 in Frankreich, beim Algarve-Cup 2019, bei der Weltmeisterschaft 2019 in Frankreich, bei der Ozeanienmeisterschaft 2022 in Fidschi, bei der U-20-Weltmeisterschaft 2022 in Costa Rica und bei der Weltmeisterschaft 2023 in Australien und Neuseeland. Insgesamt leitete Salamasina drei WM-Spiele bei zwei Weltmeisterschaften.
Salamasina lebt in Faleula. Sie ist die älteste von acht Geschwistern und hat fünf Brüder und zwei Schwestern. Sie besuchte die Faleula Primary School und das Sagaga College. In ihrer Freizeit betreibt sie Leichtathletik, Boxen, Baseball und Rugby.